# Blast Corps
 (décembre 2018).
Si vous disposez d'ouvrages ou d'articles de référence ou si vous connaissez des sites web de qualité traitant du thème abordé ici, merci de compléter l'article en donnant les références utiles à sa vérifiabilité et en les liant à la section « Notes et références ».
Blast Corps (Blast Dozer au Japon) est un jeu vidéo d'action et réflexion sorti en 1997 sur Nintendo 64. Le jeu a été développé par Rare et édité par Nintendo.

## Système de jeu
À chaque partie, le but principal du joueur est de détruire toutes les structures qui se dressent sur le passage d'un camion fou transportant des ogives nucléaires et qui avance inexorablement en ligne droite. Pour cela, le joueur dispose d'une large variété de véhicules de démolition mais ne dispose que d'un temps limité avant que le camion n'entre en collision avec un obstacle. Parfois, le joueur doit également combler des trous présents sur le passage du camion.
Une fois une mission accomplie, il est possible de refaire le niveau en essayant de battre des temps records afin d'obtenir des médailles : bronze, argent, or, et platine. En outre, de nombreux niveaux bonus sont disponibles, pour lesquels on peut également obtenir des médailles.

## Déroulement du jeu
Le jeu se compose de 21 niveaux principaux et 36 niveaux bonus. Au fur et à mesure que les niveaux sont franchis, de nouveaux niveaux deviennent accessibles. Dans certains niveaux sont dissimulées des paraboles de communication qui, une fois activées, débloquent des niveaux bonus.
Chaque niveau principal franchi octroie une médaille d'or. Tout niveau principal permet de plus d'obtenir une seconde médaille en rejouant la mission. Pour y parvenir, le joueur doit atteindre trois objectifs : évacuer les habitants, détruire les bâtiments, activer les RDUs (Radiation Dispersal Unit). Les pourcentages des habitants sauvés, des bâtiments détruits et des RDUs activés, sont calculés par la console. La moyenne de ces trois pourcentages détermine le type de la seconde médaille obtenue : lorsque la moyenne se situe entre 70 et 89 %, le joueur gagne une médaille de bronze ; entre 90 et 99 %, il obtient la médaille d'argent ; à 100 %, la médaille d'or est acquise. Chaque niveau bonus ne permet d'acquérir qu'une seule médaille qui peut être de bronze, d'argent, ou d'or, selon le temps mis pour atteindre l'objectif.
Les cinq premiers niveaux du jeu correspondent au niveau de difficulté facile. Une fois terminés, huit autres niveaux, de difficulté moyenne, sont débloqués. Une fois terminés à leur tour, les sept niveaux les plus difficiles sont accessibles. Six savants sont disséminés dans six des niveaux du jeu, seuls capables de contrôler la détonation lors de l'explosion finale du camion. Les six savants doivent avoir été secourus et les vingt niveaux terminés pour accéder au générique de fin.
Le 21e niveau devient alors accessible. Une fois ce dernier franchi, un niveau bonus devient accessible. Après que les 74 médailles d'or des niveaux disponibles ont été obtenues, quatre nouveaux niveaux bonus deviennent accessibles.
Une fois les 78 médailles d'or obtenues, les 21 médailles d'or obtenues en complétant les 21 niveaux principaux sont automatiquement soustraites à la somme indiquée par le compteur de médailles (mais les 63 points acquis grâce à ces médailles sont conservés). En effet, tous les niveaux principaux deviennent alors des niveaux spéciaux dont l'objectif est de détruire tous les bâtiments situés sur la route du transporteur, en un temps encore plus court qu'auparavant. Il n'est pas nécessaire de combler les trous placés sur la route du camion, pourvu qu'on ait le temps de compléter le niveau avant que ce dernier n'entre en collision avec l'un de ces trous : seule la destruction des bâtiments est prise en compte dans cette nouvelle épreuve.
Une fois que les 21 médailles d'or de ces 21 nouveaux niveaux spéciaux ont été obtenues, ce qui (malgré l'affichage du compteur, qui indique le nombre de 78 médailles) porte le nombre total de médailles acquises à 99, il devient alors possible de tenter d'obtenir une médaille de platine dans chacun des 57 niveaux. Ces médailles sont très difficiles à obtenir et demandent une connaissance parfaite des niveaux.

## Grades
Blast Corps récompense le joueur en lui attribuant des grades de plus en plus élevés au fur et à mesure que ce dernier progresse dans l'acquisition des médailles.
Il existe 31 grades, numérotés de 0 à 30, qui s'obtiennent dans un ordre prédéterminé, au fur et à mesure que le nombre de points du joueur augmente. Ce nombre dépend de la quantité et de la qualité des médailles obtenues : un point par médaille de bronze, deux points par médaille d'argent, trois points par médaille d'or, quatre points par médaille de platine. Tous les 12 points, une promotion est accordée au joueur, qui passe au grade suivant.
De plus, on peut considérer qu'un bonus de 6 points est accordé après que les 57 médailles de platine ont été obtenues. Le nombre total de points à acquérir est donc de 360.